# Robust tickgnagare
Robust tickgnagare (Dorcatoma robusta) är en skalbaggsart som beskrevs av Embrik Strand 1938. Robust tickgnagare ingår i släktet Dorcatoma, och familjen trägnagare. Arten är reproducerande i Sverige.